# 55 (număr)
55 (cincizeci și cinci, pronunțat în tempo rapid și cinzeci și cinci) este numărul natural care urmează după 54 și precede pe 56.

## În matematică
55
- Este un număr semiprim.[2][3]
- Este al 10-lea număr Fibonacci.[4][5]
- Este un număr triunghiular (suma numerelor consecutive 1 la 10).[6][7] Este și cel mai mare număr Fibonacci care este și triunghiular.
- Este un număr pătrat piramidal (suma pătratelor întregilor 1 la 5).[8]
- Este un număr heptagonal.[6][9]
- Este un număr centrat nonagonal (eneagonal).[10][11]
- Este un număr centrat icosaedric.[12]
- În baza 10 este un număr Kaprekar.[13][14]

## În știință
- Este numărul atomic al cesiului.

### În astronomie
- Messier 55 este un roi globular cu o magnitudine 7,0 în constelația Săgetătorul.
- Obiectul NGC 55 din New General Catalogue este o galaxie spirală barată cu o magnituride 7,9 în constelația Sculptorul.
- 55 Pandora este o planetă minoră.

## În muzică
- "I Can't Drive 55" este un cântec de Sammy Hagar.
- "Ol' '55" este un cântec de Tom Waits.
- Ol' 55 (band) este o formație rock din Australia.
- Primer 55 este o formație Americană.
- Station 55 este un album din 2005 de Cristian Vogel.
- 55 Cadillac este un album de Andrew W.K.

## În cinematografie
- 55 Days at Peking este un film în care au jucat Charlton Heston și David Niven.

## În alte domenii
55 se poate referi la:
- Prefixul telefonic internațional pentru Brazilia.[15]
- Gazeta 55, un ziar din Albania.
- Élysée, sediul președintelui Republicii Franceze, în Paris, rue du Faubourg-Saint-Honoré, nr. 55.
- La 55 de ani de căsătorie se sărbătorește nunta de smarald.[16]
- Este codul de țară UIC al Ungariei.[17]